# Carlo Böhm
Pour les articles homonymes, voir Böhm.
Carlo Böhm (né le 18 avril 1917 à Vienne, mort le 2 avril 1997 dans la même ville) est un acteur autrichien.

## Biographie
Carlo Böhm est le frère aîné de l'acteur autrichien Alfred Böhm et le cadet de Franz Böheim (également acteur).
Böhm suit d'abord un apprentissage à l'école de commerce de Vienne, mais intègre le conservatoire. De 1945 à 1950 il joue au Theater in der Josefstadt, dans le cabaret Wiener Werkel, de 1950 à 1979 au Volkstheater, à l'Opéra populaire et encore au Theater an der Josefstadt.
En plus des figurations et des productions radiophoniques, Böhm apparaît à la télévision. Son rôle le plus célèbre est probablement celui du clochard Drballa dans la série télévisée Kottan ermittelt de Helmut Zenker.

## Filmographie
- 1947 : Der Hofrat Geiger (sous le nom de Karl Böhm)
- 1949 : Liebe Freundin (de) (sous le nom de Karl Böhm)
- 1949 : Mein Freund, der nicht nein sagen kann (de) (sous le nom de Karl Böhm)
- 1952 : Abenteuer im Schloss (de) (sous le nom de Karl Böhm)
- 1952 : Seesterne (de) (non crédité)
- 1955 : An der schönen blauen Donau (sous le nom de Karl Böhm)
- 1955 : Das Mädchen vom Pfarrhof (de) (sous le nom de Karl Böhm)
- 1956 : Die Magd von Heiligenblut (de) (sous le nom de Karl Böhm)
- 1957 : Dort in der Wachau (sous le nom de Karl Böhm)
- 1957 : Deutsch für Inländer (Fernsehserie, 1 Folge)
- 1960 : Der jüngste Tag (TV) (sous le nom de Karl Böhm)
- 1960 : Heimweh nach dir, mein grünes Tal (de)
- 1961 : Das Mädchen auf der Titelseite
- 1961 : Der Orgelbauer von St. Marien
- 1962 : Der Hochzeitsgast (TV)
- 1963 : Leutnant Gustl (TV)
- 1963 : Der falsche Prinz (TV)
- 1963 : Tingel Tangel (TV)
- 1963 : Alles gerettet (TV)
- 1963 : Der kriminalistische Herr Sebek (TV)
- 1963 : Der feurige Elias (TV)
- 1963 : Kleine Leute aus Wien (TV)
- 1964 : Kalif Storch (TV)
- 1964 : Der kleine Kadi (TV)
- 1964 : Volkscafé (TV)
- 1964 : Das hab ich von Papa gelernt (sous le nom de Carl Böhm)
- 1964 : Das vierte Gebot (TV)
- 1964 : Die schlimmen Buben in der Schule (TV)
- 1965 : An der schönen blauen Donau (TV)
- 1965 : Der Himbeerpflücker (TV)
- 1965 : Miriam (TV)
- 1965 : Donaugeschichten (série télévisée, 1 épisode)
- 1966 : Boccaccio (TV)
- 1966 : Der Fall Bohr (TV)
- 1967 : Die Fiakermilli (TV)
- 1967 : Postlagernd Opernball - Die Affäre Redl (TV)
- 1967 : Special Servicer (TV)
- 1968 : Der Barbier von Sevilla (TV)
- 1968 : Die Träume von Schale und Kern (TV)
- 1969 : Die Eintagsfliege (TV)
- 1969 : Traumnovelle (TV)
- 1969 : Oberinspektor Marek (série télévisée, 1 épisode)
- 1969 : Die Enthüllung (TV)
- 1970 : Blanche-Neige et les sept... (de)
- 1970 : Traumauto Nr. 5 (TV)
- 1970 : Der Querulant (de) (TV)
- 1970 : Finder, bitte melden (TV)
- 1970 : Der Kurier der Kaiserin (série télévisée, 1 épisode)
- 1970 : Wie es euch gefällt (TV)
- 1971 : Mon père, le singe et moi
- 1971 : Il y a toujours un fou
- 1971 : Wenn der Vater mit dem Sohne (série télévisée, 1 épisode)
- 1972 : Libussa (TV)
- 1972 : Die Abenteuer des braven Soldaten Schwejk (série télévisée, 1 épisode)
- 1974 : Hallo – Hotel Sacher … Portier! (série télévisée, 1 épisode)
- 1974 : Einen Jux will er sich machen (TV)
- 1975 : Die gelbe Nachtigall (TV)
- 1975 : Totstellen (de) (TV)
- 1975 : Alte Hüte aus Wien - Witziges - Spitziges - Spritziges (TV)
- 1976 : Tatort: Annoncen-Mord (de) (TV)
- 1977 : Ein echter Wiener geht nicht unter (série télévisée, 1 épisode)
- 1978 : Aktenzeichen XY … ungelöst (série télévisée, 1 épisode)
- 1978–1983 : Kottan ermittelt (de) (série télévisée, 15 épisodes)
- 1979 : Der Kiebitz - Kleines Bezirksgericht (TV)
- 1980 : Match (TV)
- 1980 : Der Bockerer (TV)
- 1981 : Wie Böhmen noch bei Österreich war (TV)
- 1981 : Die Weltmaschine (de) (TV)
- 1981–1985 : Die liebe Familie (série télévisée, 4 épisodes)
- 1982 : Das blaue Aug’ (TV)
- 1984 : Familie Merian (série télévisée, 3 épisodes)
- 1985 : Der Sonne entgegen (série télévisée, 1 épisode)
- 1987 : Heiteres Bezirksgericht (série télévisée, 1 épisode)
- 1989 : Tatort: Blinde Angst (de)
- 1991 : Wenn das die Nachbarn wüßten (série télévisée, 1 épisode)
- 1994 : Also schlafwandle ich am hellichten Tage
- 1994–1998 : Tohuwabohu (série télévisée, 34 épisodes)